# دگرجنس‌پوشی

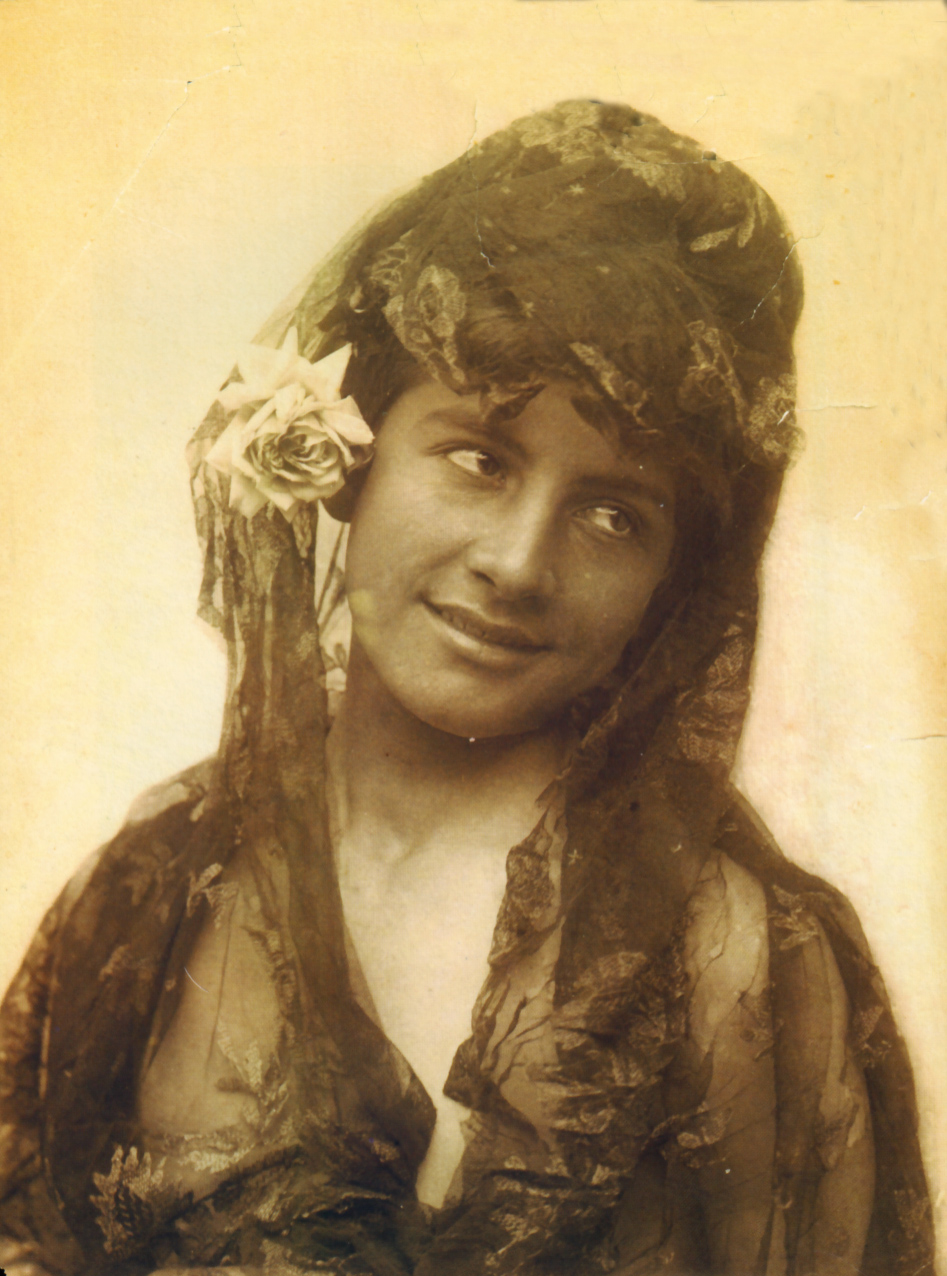
A Sicilian boy cross-dressing as a Spanish woman, photographed by ویلهلم فن گلودن in the late 19th century.

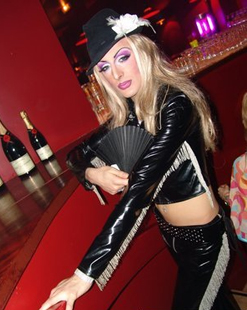
یک مرد با لباس زنانه

دگرجنس‌پوشش‌گرایی (به انگلیسی: transvestism) یک اصطلاح است و به افرادی (مخصوصا مردان) گفته می‌شد که در لباس جنسی مخالف زندگی می‌کنند و رفتار جنس مخالف را تقلید می‌کنند.
دگرپوشش گرایی به عنوان یکی از حالت‌های دگرجنسگونه شناخته می‌شود.
همچنین دگرجنس پوشش‌گرایی نوعی مبدل‌پوشی است.

## تاریخچه
در تورات در کتاب تثنیه در مورد مسئله دگرپوشی چنین گفته شده‌است:
 موسی به قوم اسراییل گفت :یک زن نباید لباس مردانه بپوشد و یک مرد نباید لباس زنانه بپوشد. پروردگار تو از هر کسی که چنین عملی انجام دهد متنفر است. - تثنیه ۴:۳۴
از این رو در تمامی ادیان ابراهیمی نظیر یهودیت، مسیحیت و اسلام این عمل مذموم شمرده می‌شود.
Magnus Hirschfeld اولین بار اصطلاح transvestite را در سال ۱۹۱۰ برای توصیف افرادی که با پوشش جنس مخالف به لذت جنسی می‌رسند ابداع کرد. کلمه اصلی transvestite از زبان آلمانی و ترکیب دو کلمه trans به معنای فراتر، فرا و vestite به معنای پوشش و لباس است. وی دگرجنس‌پوشی را اینگونه تعریف می‌کند:
دگرجنس‌پوش یا مبدل‌پوش کسی است که معمولاً و بنا به اختیار خود مبادرت به پوشیدن لباس جنس مخالف می‌کند. دگرجنس‌پوش ممکن است دگرجنسگرا، همجنسگرا، دوجنسگرا یا فاقد جنسیت باشد
عمل دگرجنس پوشی غالباً با تحریک جنسی همراه است اما این امر ممکن است اتفاق نیفتد و دگرپوش به دلایل دیگر به این امر علاقه نشان دهد.

## تفاوت دگرپوشی و تراجنسی
هری بنجامین در کتاب خود به نام پدیده ترنسکشوالیسم و با مقیاسی به نام مقیاس هری بنجامین دست به جداسازی تراجنسی‌ها از دگرپوشان زد. هری بنجامین دگرپوشی را به سه گروه غیر واقعی، علاقه‌مند و واقعی تقسیم می‌کند. هری بنجامین اصلی‌ترین تفاوت بین تراجنسی‌ها و دگرپوشان را در تصور ذهنی فرد از جنسیت خود می‌داند. وی معتقد است دگرپوشان جنسیت خود را همان جنسیت زمان تولد می‌پندارند اما تراجنسی‌ها جنسیت خود را اشتباه تصور کرده و مایل به تصدیق آن هستند.
تفاوت دیگر از نگاه هری بنجامین علاقه به جراحی تطبیق جنسیت است که دگرپوشان به آن نیاز ندارند اما تراجنسی‌ها برای تطبیق جنسیت اقدام می‌کنند.